# Brontopriscus sinuatus
Brontopriscus sinuatus is een keversoort uit de familie spitshalskevers (Silvanidae). De wetenschappelijke naam van de soort werd in 1886 gepubliceerd door David Sharp.